# NGC 754
NGC 754 is een elliptisch sterrenstelsel in het sterrenbeeld Eridanus. Het hemelobject werd op 27 oktober 1834 ontdekt door de Britse astronoom John Herschel.

## Synoniemen
- PGC 7068
- ESO 152-33